# 鹽湖縣
鹽湖縣（英語：Salt Lake County）是美国犹他州西北部的一個縣，面積2,092平方（808平方英里）。根據2020年美國人口普查，共有人口118萬5,238人。本縣一共設有15個市與一個鎮，縣治位於盐湖城（Salt Lake City），也是猶他州的首府。
鹽湖縣地圖（页面存档备份，存于）
摩門教徒在1847年到此，1849年設縣（一說1852年3月3日），是當時最早的縣之一。以縣西北的大盐湖為名，鹽湖縣至今仍是美國治安較為良好的地區之一。